# Damboa
Damboa è una città della Repubblica Federale della Nigeria appartenente allo Stato di Borno. È capoluogo dell'omonima area a governo locale (local government area) che si estende su una superficie di 6.219 km² e conta una popolazione di 233.200 abitanti.